# Jermaine Pennant
Jermaine Lloyd Pennant (sinh ngày 15 tháng 1 năm 1983) là một cầu thủ bóng đá người Anh, người lần cuối chơi bóng cho Billericay Town ở vị trí tiền vệ cánh. Pennant có hơn 300 lần ra sân cho 15 câu lạc bộ và đã ghi 24 bàn thắng tính đến nay.
Sinh ra tại Nottingham, Pennant thi đấu ở đội bóng địa phương Notts County lúc còn là thiếu niên. Anh đã nhận được những đánh giá đầy hứa hẹn và được Arsenal ký hợp đồng vào năm 1999. Anh đã chật vật trong việc tìm suất đá tại câu lạc bộ Bắc Luân Đôn và trải qua thời gian thi đấu cho mượn tại Watford, Leeds United và Birmingham City trước khi chính thức đầu quân cho Birmingham. Khi còn khoác áo Arsenal, anh có 24 lần trận đấu chơi cho đội U-21 Anh. Anh dính nhiều tai tiếng vào năm 2005 và phải chịu sự quản chế khi đang chơi trong một trận đấu – cầu thủ này phải đeo một chiếc băng giám sát điện tử để thi đấu sau khi bị kết tội lái xe trong tình trạng say xỉn. Sau khi Birmingham xuống hạng vào năm 2006, Pennant ký hợp đồng với Liverpool với mức phí 6,7 triệu bảng. Anh đoạt Siêu cúp Anh 2006 và đóng vai trò quan trọng trong việc đưa câu lạc bộ tiến đến trận chung kết UEFA Champions League 2007 trước khi để thua A.C. Milan 1-2.
Tuy nhiên, những vấn đề ngoài sân cỏ tiếp tục đeo bám Pennant, qua đó dẫn đến việc anh bị câu lạc bộ của mình bỏ rơi. Anh gia nhập Portsmouth dưới dạng cho mượn rồi cập bến đội bóng Tây Ban Nha Real Zaragoza vào năm 2009. Thời gian thi đấu của cầu thủ này tại Tây Ban Nha bị phủ đầy bóng đen bởi những vấn đề kỉ luật. Anh trở lại Ngoại hạng Anh ở mùa 2010-11 để đầu quân dưới dạng cho mượn tại câu lạc bộ vùng Midlands Stoke City. Sau quãng thời gian thi đấu cho mượn thành công, anh ký một bản hợp đồng dài hạn với Stoke vào tháng 12 năm 2010. Anh đã góp mặt trong trận chung kết cúp FA 2011, nơi Stoke thất thủ 1-0 trước Manchester City và thi đấu tại UEFA Europa League ở mùa bóng kế tiếp. Pennant gặp bất đồng với Tony Pulis và phải phiêu bạt đến Wolverhampton Wanderers dưới dạng cho mượn. Thời điểm mà sự nghiệp của mình tại Stoke dần đi đến hồi kết, huấn luyện viên mới Mark Hughes đã trao cho Pennant một bản hợp đồng mới. Tuy nhiên sau khi thất bại trong việc thể hiện bản thân, anh rời Stoke vào tháng 1 năm 2014. Kế đó anh dành thời gian chơi bóng tại Ấn Độ trong màu áo Pune City trước khi trở lại Anh ký một bản hợp đồng ngắn hạn với Wigan Athletic. Tháng 1 năm 2016, anh ký hợp đồng một năm với câu lạc bộ đang thi đấu tại giải vô địch Singapore Tampines Rovers.

## Những năm đầu đời
Pennant sinh ra tại khu vực The Meadows thuộc Nottingham, Nottinghamshire. Cha anh, ông Gary là một cầu thủ bán chuyên nghiệp và là người truyền cảm hứng cho Pennant chơi bóng. Pennant hổi tưởng lại thời thơ ấu, món đồ chơi yêu thích của anh chính là bóng đá và hiếm khi anh có thể tách khỏi niềm đam mê ấy.
Pennant vốn là một người lớn lên trong một khu phố đầy tệ nạn ma túy và tội phạm, nên anh thừa nhận bóng đá đã cứu anh thoát khỏi một cuộc sống phạm tội. Năm 14 tuổi, cầu thủ này rời nhà và sống cùng các cầu thủ của trại tập bóng đá Youth Training Scheme, những người lúc đó đã 16, 17 hoặc 18 tuổi.

## Sự nghiệp câu lạc bộ

### Arsenal
Năm 15 tuổi Arsenal ký hợp đồng với Pennant từ Notts County với mức phí 2 triệu Bảng, con số kỷ lục cho một cầu thủ học việc lúc bấy giờ.
Sự nghiệp của Pennant sau khi chuyển đến Arsenal vô cùng hứa hẹn. Anh có trận ra mắt đội bóng năm 16 tuổi 319 ngày trước Middlesbrough tại Cúp Liên đoàn vào ngày 30 tháng 11 năm 1999, trở thành cầu thủ trẻ nhất của Arsenal thi đấu ở đội một, vượt qua kỷ lục kéo dài nhiều năm của Gerry Ward sớm 2 ngày. Sau này kỷ lục của anh đã lần lượt bị Cesc Fàbregas và Jack Wilshere xô đổ. Anh tiếp tục ra sân tại Cúp Liên đoàn trong vài mùa giải kế tiếp, nhưng phải đợi tới 2 năm rưỡi mới có trận ra mắt tại Ngoại hạng Anh, khi vào sân từ ghế dự bị đối đầu West Ham United vào ngày 24 tháng 8 năm 2002.

### Birmingham City
Pennant bị đem cho mượn đến Birmingham City ở nửa sau của mùa 2004-05. Anh có khởi đầu tốt tại sân St Andrew's khi kiến tạo cho Walter Pandiani lập công ấn định chiến thắng trước Southampton trong trận ra mắt của mình. Kế đó Pennant cho biết anh muốn ký hợp đồng cho mượn dài hạn với đội bóng. Ngày 1 tháng 3 năm 2005, anh bị bắt giữ và kết án lái xe trong tình trạng say rượu, lái xe không giấy phép và trong tình trạng không an toàn. Anh bị tòa tuyên án ngồi tù 3 tháng. Mặc dù vậy huấn luyện viên của Birmingham là Steve Bruce và chủ tịch câu lạc bộ David Gold thề sẽ không bỏ rơi anh sau khi mãn hạn tù. Anh được phóng thích sau khi thi hành án 30 ngày và phải đeo một chiếc băng giám sát điện tử trong trận đấu với Tottenham Hotspur.

### Liverpool

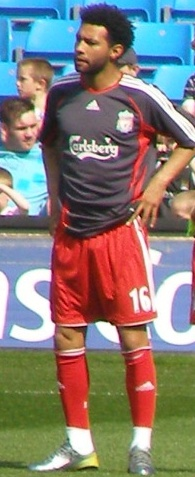
Pennant trong màu áo Liverpool năm 2007

Ngày 26 tháng 7 năm 2006, Pennant và Liverpool ký hợp đồng dài 4 năm với mức phí 6,7 triệu Bảng, có thể tăng lên 8 triệu Bảng tùy theo phụ phí. Sau khi gây ấn tượng ở giai đoạn tiền mùa giải, Pennant có trận ra mắt cho Liverpool trước Maccabi Haifa trong khuôn khổ vòng sơ loại thứ ba của UEFA Champions League tại Anfield, nơi anh tiếp tục giành giải cầu thủ hay nhất trận do cổ động viên bình chọn. Ngày 20 tháng 1 năm 2007, anh ghi bàn thắng đầu tiên cho Liverpool trong trận thắng 2-0 trên sân nhà trước Chelsea tại giải Ngoại hạng Anh. Ngày 31 tháng 3, anh góp mặt trong trận 4-1 trước đội bóng cũ Arsenal. Sau khi không được triệu tập lên đội tuyển Anh đối đầu với Israel và Andorra vào tháng 3 năm 2007, Pennant thể hiện sự bực bội với huấn luyện viên đội tuyển lúc bấy giờ là Steve McClaren.

### Real Zaragoza
Ngày 9 tháng 7 năm 2009, Pennant vượt qua buổi kiểm tra y tế và ký bản hợp đồng 3 năm với Real Zaragoza. Anh có trận ra mắt giải vô địch Tây Ban Nha trong ngày thi đấu khai mạc mùa giải, chơi 71 phút trong trận thắng 1-0 của Zaragoza trước Tenerife. Zaragoza ngụp lặn ở đáy bảng xếp hạng phần lớn mùa bóng, còn màn trình diễn của anh cũng bị đặt dấu hỏi, khi anh tỏ ra không thoải mái và dường như vẫn chưa hòa nhập với môi trường xung quanh. Ngày 24 tháng 2 năm 2010, anh bị huấn luyện viên José Aurelio Gay khiển tránh sau khi đi tập trễ 3 lần chỉ trong 2 tuần. Anh bị kỷ luật và gửi trả về quê nhà.

### Stoke City
Ngày 31 tháng 8 năm 2010 – ngày cuối cùng của kì chuyển nhượng mùa hè, Pennant đồng ý một thỏa thuận cho mượn dài 4 tháng với câu lạc bộ Ngoại hạng Anh Stoke City. Anh có trận ra mắt Stoke trên sân nhà khi vào sân từ ghế dự bị trong cuộc đối đầu Aston Villa trên sân nhà vào ngày 13 tháng 9 năm 2010. Huấn luyện viên Tony Pulis cho biết ông sẽ thay bản hợp đồng cho mượn của Pennant thành hợp đồng lâu dài vào kì chuyển nhượng tháng giêng. Pennant còn bày tỏ khát khao chơi bóng cho Stoke sau khi đáo hạn hợp đồng cho mượn. Pennant gia nhập Stoke với một thỏa thuận dài hạn vào ngày 29 tháng 12 năm 2010, ký một bản hợp đồng dài 2 năm rưỡi với mức phí đầu là 1,725 triệu Bảng và có thể tăng lên 2,8 triệu Bảng.

## Lối chơi
Pennant chơi ở vị trí tiền vệ chạy cánh phải. Anh được cựu hậu vệ của Newcastle United, José Enrique miêu tả là một cầu thủ có phong cách tương đồng với Aaron Lennon và Theo Walcott. Pennant còn có thể sử dụng kĩ năng để vượt qua hậu vệ biên của đối thủ.

## Đời tư
Tháng 2 năm 2004, Pennant dính án cấm 16 tháng sau khi bị bắt bởi lái xe trong tình trạng say xỉn ở Paddington, Tây Luân Đôn. Ngày 23 tháng 1 năm 2005, anh bị bắt và một lần nữa bị buộc tội lái xe khi đang say xỉn và lái xe trong điều kiện không đảm bảo an toàn, sau khi đâm chiếc Mercedes của mình vào một cột đèn tại Aylesbury trong lúc vẫn còn thi hành lệnh cấm cho tội đầu tiên. Trong lúc bị tra hỏi, lúc đầu Pennant tự nhận mình là Ashley Cole – bạn của anh. Pennant đã nhận các tội danh lái xe khi đang say xỉn và lái xe trong tình trạng không an toàn, và bị kết án tù 90 ngày vào ngày 1 tháng 3. Anh được phóng thích tạm tha sau 30 ngày và ngay lập tức trở lại chơi bóng cho Birmingham City, dù anh phải đeo một chiếc băng giám sát điện tử mọi lúc, kể cả trên đường pitch. Còn có thông tin trong phiên xét xử rằng anh là người mù chữ.

## Thống kê sự nghiệp
Tính đến trận đấu diễn ra vào ngày 5 tháng 4 năm 2017
| Câu lạc bộ                         | Mùa giải            | Vô địch quốc gia    | Vô địch quốc gia | Vô địch quốc gia | Cúp Quốc gia | Cúp Quốc gia | Cúp Liên đoàn | Cúp Liên đoàn | Khác | Khác      | Tổng cộng | Tổng cộng |
| Câu lạc bộ                         | Mùa giải            | Hạng đấu            | Trận             | Bàn thắng        | Trận         | Bàn thắng    | Trận          | Bàn thắng     | Trận | Bàn thắng | Trận      | Bàn thắng |
| ---------------------------------- | ------------------- | ------------------- | ---------------- | ---------------- | ------------ | ------------ | ------------- | ------------- | ---- | --------- | --------- | --------- |
| Notts County                       | 1998–99             | Hạng hai            | 0                | 0                | 1            | 0            | 0             | 0             | 1    | 0         | 2         | 0         |
| Arsenal                            | 1999–2000           | Ngoại hạng Anh      | 0                | 0                | 0            | 0            | 1             | 0             | 0    | 0         | 1         | 0         |
| Arsenal                            | 2000–01             | Ngoại hạng Anh      | 0                | 0                | 0            | 0            | 1             | 0             | 0    | 0         | 1         | 0         |
| Arsenal                            | 2001–02             | Ngoại hạng Anh      | 0                | 0                | 0            | 0            | 3             | 0             | 2    | 0         | 5         | 0         |
| Arsenal                            | 2002–03             | Ngoại hạng Anh      | 5                | 3                | —            | —            | 1             | 0             | 1    | 0         | 7         | 3         |
| Arsenal                            | 2003–04             | Ngoại hạng Anh      | 0                | 0                | —            | —            | —             | —             | 0    | 0         | 0         | 0         |
| Arsenal                            | 2004–05             | Ngoại hạng Anh      | 7                | 0                | 1            | 0            | 3             | 0             | 1    | 0         | 12        | 0         |
| Arsenal                            | Tổng cộng           | Tổng cộng           | 12               | 3                | 1            | 0            | 9             | 0             | 4    | 0         | 26        | 3         |
| Watford (cho mượn)                 | 2001–02             | Hạng nhất           | 9                | 2                | —            | —            | —             | —             | —    | —         | 9         | 2         |
| Watford (cho mượn)                 | 2002–03             | Hạng nhất           | 12               | 0                | 2            | 1            | —             | —             | —    | —         | 14        | 1         |
| Watford (cho mượn)                 | Tổng cộng           | Tổng cộng           | 21               | 2                | 2            | 1            | —             | —             | —    | —         | 23        | 3         |
| Leeds United (cho mượn)            | 2003–04             | Ngoại hạng Anh      | 36               | 2                | 0            | 0            | 0             | 0             | —    | —         | 36        | 2         |
| Birmingham City                    | 2004–05             | Ngoại hạng Anh      | 12               | 0                | —            | —            | —             | —             | —    | —         | 12        | 0         |
| Birmingham City                    | 2005–06             | Ngoại hạng Anh      | 38               | 2                | 6            | 0            | 4             | 1             | —    | —         | 48        | 3         |
| Birmingham City                    | Tổng cộng           | Tổng cộng           | 50               | 2                | 6            | 0            | 4             | 1             | —    | —         | 60        | 3         |
| Liverpool                          | 2006–07             | Ngoại hạng Anh      | 34               | 1                | 1            | 0            | 2             | 0             | 15   | 0         | 52        | 1         |
| Liverpool                          | 2007–08             | Ngoại hạng Anh      | 18               | 2                | 2            | 0            | 0             | 0             | 5    | 0         | 25        | 2         |
| Liverpool                          | 2008–09             | Ngoại hạng Anh      | 3                | 0                | 0            | 0            | 1             | 0             | 0    | 0         | 4         | 0         |
| Liverpool                          | Tổng cộng           | Tổng cộng           | 55               | 3                | 3            | 0            | 3             | 0             | 20   | 0         | 81        | 3         |
| Portsmouth (cho mượn)              | 2008–09             | Ngoại hạng Anh      | 13               | 0                | 1            | 0            | —             | —             | —    | —         | 14        | 0         |
| Real Zaragoza                      | 2009–10             | La Liga             | 25               | 0                | 1            | 0            | —             | —             | —    | —         | 26        | 0         |
| Stoke City                         | 2010–11             | Ngoại hạng Anh      | 29               | 3                | 6            | 0            | 1             | 0             | —    | —         | 36        | 3         |
| Stoke City                         | 2011–12             | Ngoại hạng Anh      | 27               | 0                | 2            | 0            | 2             | 0             | 9    | 0         | 40        | 0         |
| Stoke City                         | 2012–13             | Ngoại hạng Anh      | 1                | 0                | 0            | 0            | 1             | 0             | —    | —         | 2         | 0         |
| Stoke City                         | 2013–14             | Ngoại hạng Anh      | 8                | 1                | 0            | 0            | 3             | 0             | —    | —         | 11        | 1         |
| Stoke City                         | Tổng cộng           | Tổng cộng           | 65               | 4                | 8            | 0            | 7             | 0             | 9    | 0         | 89        | 4         |
| Wolverhampton Wanderers (cho mượn) | 2012–13             | Hạng nhất           | 15               | 0                | 0            | 0            | 0             | 0             | —    | —         | 15        | 0         |
| FC Pune City                       | 2014                | Siêu cúp Ấn Độ      | 7                | 0                | —            | —            | —             | —             | —    | —         | 7         | 0         |
| Wigan Athletic                     | 2014–15             | Hạng nhất           | 13               | 3                | —            | —            | —             | —             | —    | —         | 13        | 3         |
| Tampines Rovers                    | 2016                | S.League            | 21               | 5                | 5            | 0            | 0             | 0             | 8    | 0         | 34        | 5         |
| Bury                               | 2016–17             | Hạng nhất           | 7                | 0                | —            | —            | —             | —             | —    | —         | 7         | 0         |
| Tổng cộng sự nghiệp                | Tổng cộng sự nghiệp | Tổng cộng sự nghiệp | 340              | 24               | 28           | 1            | 23            | 1             | 42   | 0         | 433       | 26        |

1. ↑  Ra sân tại giải Football League Trophy
2. 1 2 3  Trận ra sân tại UEFA Champions League
3. ↑  Ra sân tại Siêu cúp Anh
4. ↑  14 trận thi đấu tại UEFA Champions League, một trận đá tại Siêu cúp Anh
5. ↑  Trận ra sân tại UEFA Europa League
6. ↑  Trận ra sân tại AFC Cup

## Danh hiệu
Arsenal
- Siêu cúp Anh: 2004[57]

Liverpool
- Siêu cúp Anh: 2006[58]
- Á quân UEFA Champions League: 2006–07[59]

Stoke City
- Á quân Cúp FA: 2010–11